# Пневмомеханическое прядение
Пневмомеханическое прядение — способ прядения при котором пряжа формируется механическим способом в прядильной камере из пневматически транспортируемых волокон. Веретено в технологическом процессе не используется, а скручивание нити и наматывание на паковку разделены, благодаря чему повышается производительность.
Промышленное устройство для пневмомеханического прядения из хлопка было создано в 1967 году в ЧССР при участии специалистов из Советского Союза.